# 616
616 је била преступна година.

## Догађаји
- Византијско-сасанидски рат 602–628: Јевреји Јерусалима добијају потпуну контролу над градом; већи део Јудеје и Галилеје постаје аутономна јеврејска провинција Персијског царства. Јеврејски храм је обновио Нехемија бен Хушиел (егзиларх Јерусалима), који је успоставио Високо свештенство.
- Персијска војска под вођством Шахина Вахманзадегана уништава град Сард, укључујући његову синагогу. Његов значај је због пута, који води од унутрашњости до обале Егејског мора. Шахин маршира кроз Анадолију, поразивши Византијце више пута.
- Адалоалд, стар 14 година, наследио је свог оца Агилулфа на месту лангобардског краља Италије. Он влада под својом мајком Теоделиндом као регент. Ломбардско краљевство постепено почиње да прихвата хришћанство, и успоставља мир са Егзархатом Византијског царства.
- Краљ Сисебут наређује у Сабору у Толеду да Јевреји прихвате хришћанство у Визиготском краљевству.
- Краљ Источне Англије Редвалд осваја Нортумбрију (Северна Енглеска) у бици на реци Идле. Краљ Етелфрит је убијен током борби, а његова деца су приморана да беже на север. Његов наследник, принц Еанфрит (26 година), тражи уточиште код породице своје мајке, вероватно у Гододину (савремена Шкотска), и сели се даље на север у Пиктланд.
- 24. фебруар — У Кенту је после 26-годишње владавине умро Етхелберхт, први хришћански англосаксонски краљ. Наследио га је његов пагански син Еадбалд, који се одмах оженио својом маћехом Емом, у складу са прехришћанским обичајима.
- Краљ Себерхт од Есекса умире после 12-годишње владавине, а наследио га је његов син Сексред. Он влада заједно са своја два брата Севардом и Сигеберхтом; избацују хришћанске мисионаре и враћају се паганству.
- Мелит, епископ Лондона, прогнан је од стране Сексреда и његове паганске браће (Сӕвард и Сигеберхт). Приморан је да се склони у Галију, а следеће године се враћа у Енглеску.
- Курејшијски кланови почињу да бојкотују Мухамеда и Бану Хашема, како би извршили притисак на његове муслиманске следбенике и његова исламска проповедања.
- Основано је светилиште на месту будуће Вестминстерске опатије (Лондон).